# Gmina Margegaj
Gmina Margegaj (alb. Komuna Margegaj) – gmina położona w północno-zachodniej części kraju. Administracyjnie należy do okręgu Tropoja w obwodzie Kukës. W 2011 roku populacja wynosiła 2346 mieszkańców – 893 mężczyzn oraz 894 kobiet, z czego Albańczycy stanowili ponad 96% mieszkańców. 
W skład gminy wchodzi dziesięć miejscowości: Bradoshnica, Çeremi, Dragobia, Fushë-Lumi, Koçanaj, Margegaj, Paqeja, Rragami, Shoshani, Valbonë.